# ミトラガイナ属
ミトラガイナ属（ミトラガイナぞく）あるいはミトラギナ属（ミトラギナぞく; Mitragyna）はアカネ科の属の一つである。
全ての種が木本であり、#分布はインドから東南アジアを中心とし、熱帯アフリカにも見られる。
花は頭状花を特徴とし、様々な検討を経てアカネ科内では同じ特徴を持つ他の属とともにタニワタリノキ連（Naucleeae）に入れられており、そのタニワタリノキ連内ではめしべの柱頭がキリスト教聖職者の被る冠（ミトラ）のような形状をしているという点などが他属と異なる。
東南アジア原産で国によっては麻薬扱いされることもあるアヘンボク（Mitragyna speciosa、通称クラトム）をはじめアルカロイドを含む樹種は#薬用となり、アフリカ産のバイヤ（Mitragyna ledermannii）などは#木材として用いられる。

## 属名

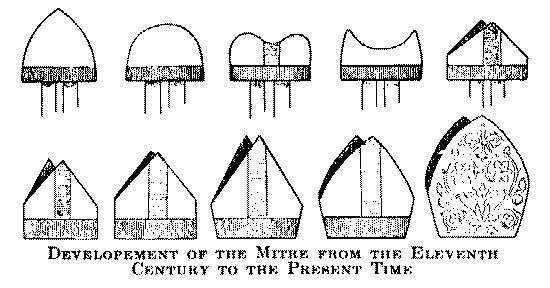
ミトラ

属名 Mitragyna は〈ミトラ〉古代ギリシア語: μίτρα (mítra) + 〈女〉古代ギリシア語: γυνή (gunḗ) の合成語で、雌蕊（めしべ）の柱頭の形状がミトラというキリスト教の聖職者の冠（僧帽）に似ていることに由来する。この形態的特徴は今日においても、タニワタリノキ連の中でこの属を区別する手がかりの一つとして通用する。

## 特徴
以下に示す鉤括弧内の文は Ridsdale (1978a:56–57) により定義されたミトラガイナ属全体の形態的特徴についての引用である。
上述の特徴のうち#属名の由来通りに僧帽状の雌蕊を有するという点や、室ごとに多数の胚珠が底面につく（Razafimandimbison & Bremer (2002)）といった点に加えて、花粉がH字状の内口付きの3-帯溝孔である点（Huysmans, Robbrecht & Smets (1994)）が、ミトラガイナ属をほかのタニワタリノキ連下の属と区別する上での鍵となる。

### 種の区別
10種が認められる。全種の区別の詳細は#検索表に譲るが、特に Mitragyna diversifolia と Mitragyna parvifolia の2種は形態的に明確な違いと言えるのは花同士の間にある小苞の柄に対する萼の位置や、花冠裂片の2倍を基準とした花冠管の長さといった点ぐらいであり、かつては前者が後者と誤同定されたり、前者が後者の変種と考えられたりしたこともある。また本属のうち熱帯アフリカ産の3種が一時期 Hallea (あるいは Fleroya) という別属に分類されていたことがあったが、そのうちバイヤ（Mitragyna ledermannii）と Mitragyna stipulosa の2種は植物学の世界でも混同された例が多く、また現在のコンゴ共和国にあたる地域では有用植物としての利用の際もこの2種は特に区別せずに用いられてきた。この両者の形態的な違いは萼片の形状やその縁の毛の有無、小苞に対する萼片の高さ、枝につく花の個数といった点に見られる。

## 分類

### 歴史
この属で初めて新種記載されたものは現在でいう Mitragyna inermis で、カール・ルートヴィヒ・ヴィルデノウがガーナ産の Uncaria inermis として発表した文献は、パウル・ウステリの〈植物学小論文精選集〉第2巻（1793年）である。次に1795年に記載されたのは現在でいう Mitragyna parvifolia で、ウィリアム・ロクスバラにより南インドのコロマンデル海岸産のナウクレア属 Nauclea parvifolia として記載された。
初めてミトラガイナ（Mitragyna）の属名を用いるには、さらに1839年まで待つことになる。この時オランダのピーテル・ウィレム・コルトハルスは、既に「ナウクレア属」として新種記載済みの2種をミトラガイナ属に組み替えただけでなく、この時点では未知の種であったアヘンボク（Mitragyna speciosa）の存在も示唆しているが、当時はまだ裸名（）である。後に Mitragyna parvifolia が慣習的にミトラガイナ属のタイプ種と見做されることとなった。そして19世紀末になるとカール・エルンスト・オットー・クンツェやジョージ・ダービー・ハヴィランドが見直し、先述の Uncaria inermis に加えて、ナウクレア属から Nauclea diversifolia Wall. ex G.Don、N. rotundifolia Roxb.、N. stipulosa DC.、N. tubulosa Arn. ex Thwaites を、タニワタリノキ属（Adina）から Adina rubrostipulata K.Schum. をミトラガイナ属に移した。
#シノニムで触れるように、その後、いくつかの種は一旦、分類変更を経験するが、それらに関しても Löfstrand et al. (2014) 以降は再びミトラガイナ属として扱われた。現在、10種がこの属として知られ、Mitragyna hirsuta は最も新種の記載が遅く、先述のハヴィランドによるタニワタリノキ連の見直しの際に発表された。

#### シノニム
以下ではミトラガイナ属のシノニムについて、原則として文献に現れた順で記述を行うこととする。

##### MambogaBlanco, nom. rej. およびBambogaorth. var.
フィリピンで活動していた修道士のフランシスコ・マヌエル・ブランコが1837年に Mamboga capitata という新種の記載を行っている。これは米国のエルマー・ドリュー・メリルによる分析で Mitragyna diversifolia (Wall. ex G.Don) Havil. と関連付けられ、やがてそのシノニムとして扱われるようになるが、1837年初出の Mamboga は1839年初出の Mitragyna より先にあり、このような場合は国際藻類・菌類・植物命名規約（ICN）の原則に定めた先取権の観点から、本来ならそれ以前にミトラガイナ属とされてきた種は全てMamboga属に組み替えを行う必要がある。しかしこの属は定義が杜撰（）で、1897年に至っても「全く受容されてこなかった」とされており、1905年に国際植物学会議 (ウィーン) で後に付いた Mitragyna の方が保存名に決まった。Mamboga は明確に廃棄名とされている。なお表記揺れの「Bamboga」は左記のブランコの文献の引用に現れたものである。
フィリピンの現地語の一つタガログ語で Mitragyna diversifolia は mambog と呼ばれるが、これはブランコ自身が Mamboga capitata を記載する際にも示していたものである。

##### StephegyneKorth.
コルトハルスは1840年代初頭になってアヘンボクの形態の記相を行ったが、この際にそれ以前の段階で使用していた属名 Mitragyna を突如 Stephegyne というものに差し替えようとした。しかしこの時に同文献に掲載した図版（#図版を参照）に添えられた学名は Mitragyna speciosa のままであり、結果的に Mitragyna speciosa としてのアヘンボクの命名者をコルトハルスとするか、あるいは後にコルトハルスの文献を引用したハヴィランドとするかで混乱が生じることとなった。

##### ParadinaPierre ex Pit.
フランスのジャン・バティスト・ルイ・ピエールが当時既に記載されていた Mitragyna hirsuta Havil. を新たな属に組み替えるために使用したもので、シャルル＝ジョゼフ・マリー・ピタールが Flore générale de l’Indo-Chine 第3巻、p. 39 で正式に記載したが、結局ミトラガイナ属に戻された。

##### HalleaJ.-F.Leroy, nom. illeg. およびFleroyaY.F.Deng
1975年、フランスのジャン＝フランソワ・ルロワは熱帯アフリカ産のミトラガイナ属のうち3種を、同じくフランス出身でアカネ科に関する著述を行っていたニコラ・アレの姓にちなみ Hallea という新属に組み替えた。ルロワが記したこの3種についての記相からは、頭状花の位置・付属物を有する外側が有毛の花冠裂片・葯が直立し花冠開口部に納まっていること・柱頭の形状という点で共通性があるものとして扱われていることを読み取ることができるが、コリン・リズデイルはHallea属と狭義のミトラガイナ属の頭状花の位置・配置にはルロワが報告しているほどの明快な差異は認められないとし、3種をミトラガイナ属へと戻すこととした。しかし鄧雲飛（Deng Yunfei）はあくまでもルロワの分類自体は正しいと考え、ただ Hallea という属名が既に1948年にG・B・マシューズ（G. B. Matthews）により化石種の植物に用いられていて実は非合法名であるという問題意識から、2007年に Hallea に代わる属名として Fleroya の提案を行った。ただ結局この Hallea (≡ Fleroya) という分類は Razafimandimbison & Bremer (2002) および Manns & Bremer (2010) で側系統であるという見方が示され、最終的に Löfstrand et al. (2014) により否定されることとなった。

### 属の位置付け
ミトラガイナ属が属するアカネ科は約600属約13000種からなる科であり、これらの属を細かくまとめる分類階級として科と属との間に2-3の亜科やいくつもの連というものが設けられてきた。ミトラガイナ属はキナノキ亜科（Cinchonoideae）のタニワタリノキ連（Naucleeae）に置かれているが、このタニワタリノキ連の下という位置付けが疑われたこともあった。
ミトラガイナ属は Schumann (1891) が定義したタニワタリノキ連に含められた。このタニワタリノキ連には球形の頭状花序を特徴とするミトラガイナ属、タニワタリノキ属（Adina）、ナウクレア属（Nauclea）、カギカズラ属（Uncaria; シノニム: Ourouparia）などが集められ、Verdcourt (1958) もこの枠組みを追認したが逆に言えばそれぐらいしか共通性がなく、同様の特徴はアカネ科のほかの連にも見られるとしてコリン・リズデイルはミトラガイナ属とカギカズラ属をタニワタリノキ連からキナノキ連（Cinchoneae）に移して亜連 Mitragyninae として括る措置を取った。しかし1995年にアカネ科の複数属から代表して1種ずつ選び、その葉緑体DNAのタンパク質コードに関わる遺伝子rbcLの連続（シークエンス）を分析する手法による科内の系統関係の検討が試みられたところ、「キナノキ連の亜連 Mitragyninae」という区分は側系統的であり、この亜連の位置付けを支持する根拠は一切存在しないという結果が得られた。さらに21世紀に入ってからリボソームDNAのITS領域、葉緑体DNAのrbcL領域、それにコーディングとは無関係なtrnT-F領域の解析に形態的特徴を加味した検討も行われた結果、ミトラガイナ属はカギカズラ属などと共に再びタニワタリノキ連に置かれるようになった。
なお上記の流れとは別に、Andersson & Persson (1991) のようにミトラガイナ属やカギカズラ属を形態の面からヒョウタンカズラ連（Coptosapelteae） の下に置く学説も見られた。
ミトラガイナ属とほかのタニワタリノキ連の属との区別に関しては#特徴で述べた通りである。これは花粉や分子系統学的な観点からの研究が進められてから構築された区分方法であるが、かつてミトラガイナ属とカギカズラ属をタニワタリノキ連から分離しようと試みた Ridsdale & Bakhuizen van den Brink Jr (1975:543) は花粉が関係しない形態の面から以下のような検索表を設定している。
- ミトラガイナ属およびカギカズラ属……2つの胎座が隔壁に沿着するか、あるいは上部3分の1で接し、長く下垂し、厚く、暗褐色から黒色である; 胎座ごとの胚珠や種子が胎座全体に沿って上向きの鱗状に重なり合っている。小果の集合が花托と結合しておらず、果実の内果皮が上から下へ裂ける。花冠裂片が互いに重ならずに接し合う敷石状である。
- 「狭義のタニワタリノキ連」およびヤマタマガサ属……2つの胎座は隔壁に様々な接し方をしている; 上部3分の1で接している場合は2本の短い上向きの腕と長い下向きの足でY字形となっているか、あるいは小さく短い倒卵形の突起である; 中間で隔壁に接している場合は中央に結合のある円盤状か、あるいは横長からわずかに2裂し枝分かれがない; 胎座の色は淡色である; 胎座ごとの胚珠や種子は下垂する（こちらの方が優勢）か、あるいは全方向にだだ広がり、決して胎座の全長に沿って上向きに重なり合わない。小果の集合は花托と結合せずに内果皮が下から上へ裂けるか、あるいは緩く結合して不裂開か、あるいは子房と小果の集合が融合して（疑似的な）集合果となる。花冠裂片は覆瓦状に重なり合う（アジアやマレー群島区系では重なり合わないものもある）

さらに同じ前提のもとで Ridsdale (1978a:56) が設定したミトラガイナ属とカギカズラ属とを区別するための検索表は以下の通りである。
- ミトラガイナ属……高木性である; 鉤は見られない。托葉が全縁である。花や小果が花托上に（ほぼ）無柄でつく; 花同士の間に小苞が必ず存在し、へら状で、柄が広い（糸状ではない）。花冠管が無毛である; 裂片が先端には小さな無毛の付属物[注 4]を有し外側が毛深い（アフリカ産の3種のみ）か付属物を持たず外側が無毛である（アフリカ産1種、アジア産および［ニューギニアを含む］マレー群島区系産の全種）。柱頭が僧帽状から細長い形-棍棒状で先端、時に基部にもわずかに乳頭毛が見られる[注 5]か、あるいは卵形-切形（）からほぼ球形で表面全体に乳頭毛がある。小果が薄い外果皮つきで、縦に胞背裂開[注 6]していき、急激に枯れていく。種子が両端に短い翼（）を持ち、下方の翼が浅く2裂するか刻み目がつく。
- カギカズラ属……つる性である; 鉤を用いてよじ登る。托葉は全縁か2裂である。花や小果は有柄で花同士の間に小苞は存在しない（アジア産やマレー群島区系産の種の場合）か、あるいは存在する（アメリカ産の種の場合）; あるいは花托上に（ほぼ）無柄でつき、花同士の間に糸状から線形-へら状の小苞が見られるが、幾分不明瞭であり、托葉は2裂する（まれにデルタ字 (Δ) 状から半円形のものもあるがその場合は花冠裂片の外側に軟毛が見られる）。花冠管の外側は無毛から軟毛つきである; 裂片に付属物は見られず、外側は無毛か粉質ないしは軟毛つきから毛深い。柱頭は球状から棍棒状で、先端に乳頭毛が見られる。小果は厚い外果皮つきで胞背裂開するが宿存萼[注 32]の残りの下は裂けず、急速に枯れてはいかない。種子は両端に長い翼を持ち、下方の翼は深く2裂する。

### 下位分類
まず種同士を形態的な特徴から区別する#検索表を示す。そしてそれぞれの種の詳細についてはその次の#種の一覧を参照されたい。

#### 検索表
以下は Ridsdale (1978a:58–59) で設定された、本属の構成種10種すべてを網羅した検索表である。リズデイルが扱った10種はいずれもキュー植物園系データベース World Checklist of Selected Plant Families（Govaerts et al. (2021)）において独立種として認められている。
- 1.
  - 1a. 花冠裂片に小さく頂生で無毛の付属物[注 4]があり、外側が毛深い。葯は直立し、花冠筒からは突出しないか、突出したとしても部分的である。柱頭は卵形-切形（）からほぼ球形で、表面全体にわたって乳頭毛が見られる[注 5]。アフリカ産でHallea属に分類されたことがある…… 8. へ
  - 1b. 花冠裂片に付属物は見られず、外側は無毛である。葯は直立あるいはだだ広がり、花冠筒から顕著に突出する。柱頭は僧帽状から細長い形-棍棒形で、乳頭毛が見られるのは先端（ただし時に基部も）のみである。分布はアフリカ、アジア、マレー群島区系［ニューギニアを含む］のいずれか。…… 2. へ
- 2.
  - 2a. 花同士の間の小苞が萼と萼筒の長さの2倍を超え、若い頭状花中の花冠や小果の集合よりも高い位置に見られる。アフリカ産。…… Mitragyna inermis
  - 2b. 花同士の間の小苞は萼と萼筒の長さの2倍未満であり、若い頭状花中の花冠や小果の集合よりも相当低い位置に見られる。分布はアジアとマレー群島区系[ニューギニアを含む]…… 3. へ
- 3.
  - 3a. 萼片が線形から線-へら状で、長さは1.5ミリメートルを超える（#図版も参照）。…… M. hirsuta
  - 3b. 萼片は鈍角から浅く波状縁、あるいは3角形で、長さ1.5ミリメートル以下である…… 4. へ
- 4.
  - 4a. 萼が長管状、長さが2.5ミリメートルを超え、実った小果上にも残る宿存萼である。南インドおよびスリランカに分布。…… M. tubulosa
  - 4b. 萼は短管状あるいは漏斗状から鐘状、長さ2.5ミリメートル未満で、早落性あるいはやや宿存性である…… 5. へ
- 5.
  - 5a. 萼が花同士の間にある小苞の柄の中間の高さに位置し、若い頭状花では小苞で隠れる。花冠管が最短でも花冠裂片の長さの2倍はあるか、ない場合は側脈が（9-）11-15対となっている; 喉（開口部）が無毛あるいは有毛である。…… 6. へ
  - 5b. 萼は柄の中間よりも高い位置にあり、およそ花同士の間にある小苞の先端部分の高さか、少し高いか、わずかに低く、若い頭状花では小苞で隠れるか小苞の上に突出する。花冠管は必ず花冠裂片の2倍未満で、喉は有毛である。側脈は5-10対である。…… 7. へ
- 6.
  - 6a. 花冠筒が最短でも花冠裂片の長さの2倍はあり、喉が無毛でまばらに毛が生えているものもあるがその場合に毛は突出しない。花同士の間の小苞は密に細かく繊毛が生えているか、あるいは無毛からまばらに繊毛が生えている（インド北東部産、ビルマ産）ものの場合、葉の形状が多様で、概して8×4センチメートル以下、側脈が5-8対である。大陸アジア産。…… M. parvifolia
  - 6b. 花冠筒は花冠裂片の2倍未満であり、喉は有毛で、毛は顕著に突出する。花同士の間の小苞は無毛からまばらに繊毛が生えている。葉は卵形から楕円形で、概して8×4センチメートルを超え、側脈は（9-）11-15対である。ビルマ、タイ（栽培品）、マレー群島区系[ニューギニアを含む]に分布する…… アヘンボク (M. speciosa)
- 7.
  - 7a. 萼の長さがほぼ萼筒の長さと等しい; 萼片がふつう花同士の間にある小苞の先端部分よりも高い位置にあるため、若い頭状花中にははっきりと視認できる; 花同士の間にある小苞がふつう無毛で、繊毛が見られるのは例外的な事例である。成熟した葉が平均6-14×3-9センチメートルで、側脈が中肋から（55-）60-75度の角度で伸びる。ビルマ、タイ、ラオス、カンボジア、ベトナム、マレー群島区系産。…… M. diversifolia
  - 7b. 萼の長さは萼筒の長さの半分にも満たない; 萼片は花同士の間にある小苞の先端と同じ高さかわずかに低い位置にあり、若い頭状花では小苞で隠れる; 花同士の間にある小苞は縁に繊毛が見られる。成熟した葉は平均14-25×10-20センチメートルで、側脈は中肋から35-60度の角度で伸びる。アッサム、ビルマ、アンダマン諸島、タイ、ラオス、カンボジア、ベトナム、雲南に分布…… M. rotundifolia
- 8.
  - 8a. 萼には明瞭に分かれた裂片がついており、萼片は細楕円形あるいは3角形で長さ（1-）1.25-2ミリメートルである; 萼状総苞がふつう存在する。葉の先端はふつう先鋭形である。…… M. rubrostipulata
  - 8b. 萼は幾分か杯状で、萼片は萼の基部まで明瞭には分かれておらず、切形から波状縁形、時に小歯状からわずかにデルタ字（Δ）状である。葉の先端はふつう円形である…… 9. へ
- 9.
  - 9a. 萼片が切形から波状縁形で、縁は無毛、花同士の間の小苞と同じ高さに位置するかあるいはそれよりわずかに短めで、若芽中には視認できない。枝につく頭状花の数がふつう10未満である…… M. stipulosa
  - 9b. 萼片は短い小歯状からわずかにデルタ字状で、縁に繊毛があり、花同士の間の小苞よりも高い位置にあり、若い頭状花中にははっきりと視認できる。枝につく頭状花の数はふつう10を超える[注 33]…… バイヤ (M. ledermannii)

#### 種の一覧
この節では種を種小名のアルファベット順で列挙し、さらに日本語名やシノニム、分布情報、用途も付したものを一覧の形で紹介する。

##### Mitragyna diversifolia(Wall. ex G.Don) Havil.
- 学名: Mitragyna diversifolia(Wikispecies) (Wall. ex G.Don) Havil.
- 日本語名:「カイム」[注 36]
- シノニム: Mamboga capitata Blanco、Mitragyna javanica Koord. & Valeton、Nauclea diversifolia Wall. ex G.Don、Nauclea parvifolia var. diversifolia (Wall. ex G.Don) Kurz など
- 分布: バングラデシュから中国（雲南省）およびマレー群島区系にかけて[注 37]。
- 用途: #木材を参照。

##### Mitragyna hirsutaHavil.
- 学名: Mitragyna hirsuta(Wikispecies) Havil.
- シノニム: Paradina hirsuta (Havil.) Pit.
- 分布: 中国（雲南省）からインドシナ[注 38]にかけて[43]。

##### Mitragyna inermis(Willd.) Kuntze
- 学名: Mitragyna inermis(Wikispecies) (Willd.) Kuntze
- シノニム: Mitragyna africana (Willd.) Korth.、Nauclea africana Willd.、Uncaria inermis Willd. など
- 分布: 熱帯アフリカ西部からスーダンにかけて[注 39]。
- 用途: #薬用を参照。

##### Mitragyna ledermannii(K.Krause) Ridsdale
- 学名: Mitragyna ledermannii(Wikispecies) (K.Krause) Ridsdale
- 日本語名: バイヤ[45][注 40]; 別名: アブラ[注 41][45]）
- シノニム: Adina ledermannii K.Krause、Fleroya ledermannii (K.Krause) Y.F.Deng、Hallea ciliata (Aubrév. & Pellegr.) J.-F.Leroy、Mitragyna ciliata Aubrév. & Pellegr. など
- 分布: 熱帯アフリカ西部[注 42]および西中央部[注 43][47]。
- 用途: #木材、#薬用を参照。

##### Mitragyna parvifolia(Roxb.) Korth.
- 学名: Mitragyna parvifolia(Wikispecies) (Roxb.) Korth.
- 日本語名:「カイム」[注 36]
- シノニム: Nauclea parvifolia Roxb.、Stephegyne parvifolia (Roxb.) Korth. など
- 分布: インド亜大陸からインドシナの範囲[注 44]。
- 用途: #木材を参照。
- 備考: ベンガル地方やビルマ[注 45]に変種 microphylla(Wikispecies) (Kurz) Ridsdale も分布する[49]。

##### Mitragyna rotundifolia(Roxb.) Kuntze
- 学名: Mitragyna rotundifolia(Wikispecies) (Roxb.) Kuntze
- シノニム: Nauclea rotundifolia Roxb. など
- 分布: 中国南中央部: 雲南省; アッサム地方[注 46]、バングラデシュ、ヒマラヤ東部; アンダマン諸島、ニコバル諸島、ビルマ[注 47]、タイ[注 48]、ラオス、カンボジア、ベトナム。

##### Mitragyna rubrostipulata(K.Schum.) Havil.
- 学名: Mitragyna rubrostipulata(Wikispecies) (K.Schum.) Havil.
- シノニム: Adina rubrostipulata K.Schum.、Fleroya rubrostipulata (K.Schum.) Y.F.Deng、Hallea rubrostipulata (K.Schum.) J.-F.Leroy など
- 分布: 熱帯アフリカ[注 49]。
- 用途: #木材を参照。

##### Mitragyna speciosa

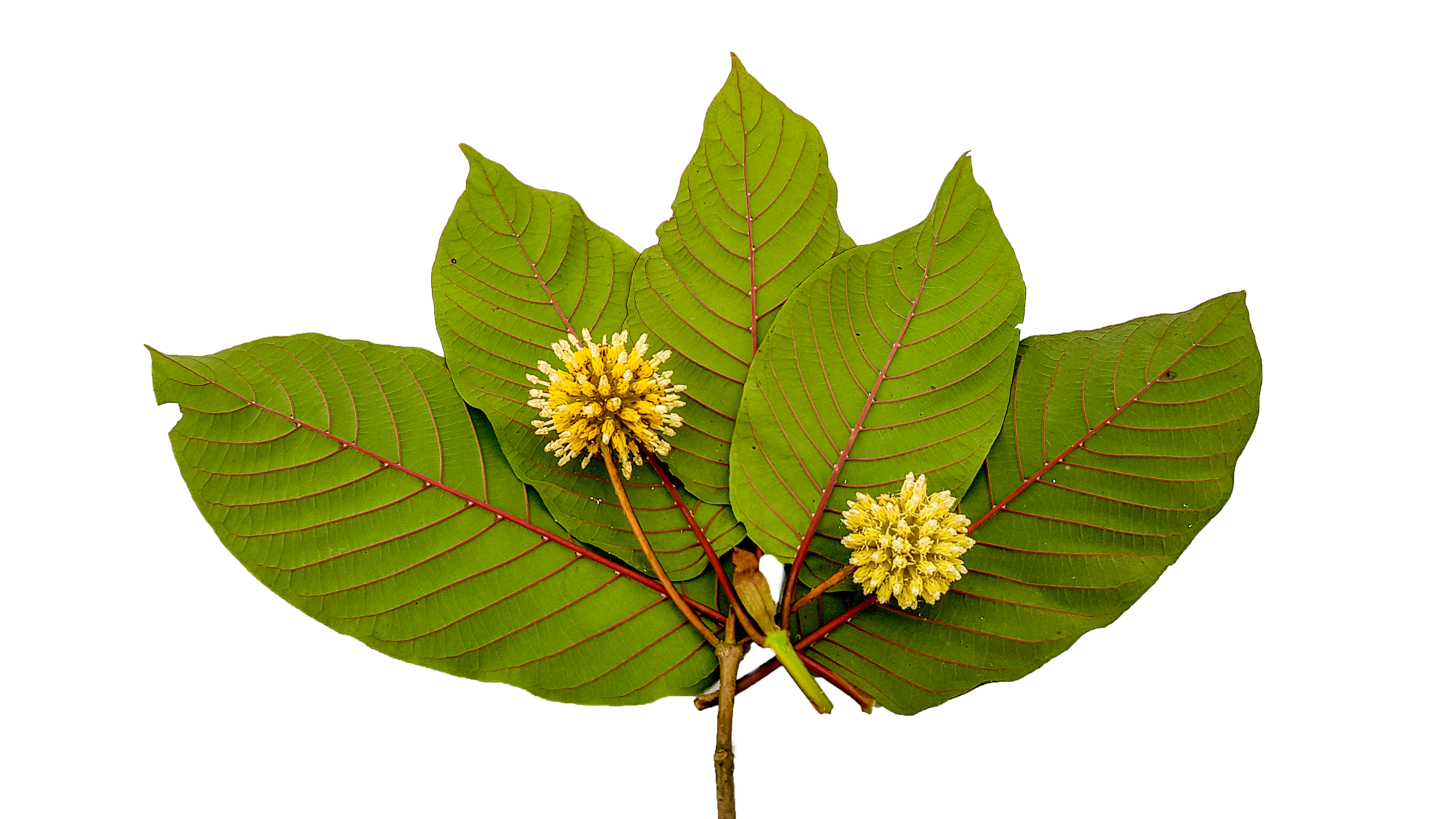
アヘンボク

- 学名: Mitragyna speciosa(Wikispecies)[注 22]
- 日本語名: アヘンボク[51]
- シノニム: Stephegyne speciosa Korth. など
- 分布: タイの半島部からニューギニアにかけて[注 50]。ベトナム南部に見られるのは栽培されたものである[10]。
- 用途: #薬用を参照。

##### Mitragyna stipulosa(DC.) Kuntze
- 学名: Mitragyna stipulosa(Wikispecies) (DC.) Kuntze
- シノニム: Fleroya stipulosa (DC.) Y.F.Deng、Hallea stipulosa (DC.) J.-F.Leroy、Mitragyna chevalieri K.Krause、Nauclea stipulosa DC. など
- 分布: 熱帯アフリカ[注 51]。
- 用途: #木材、#薬用を参照。

##### Mitragyna tubulosa
- 学名: Mitragyna tubulosa(Wikispecies)
- シノニム: Nauclea tubulosa Arn. ex Thwaites など
- 分布: インド[注 52]、スリランカ。

## 利用
ミトラガイナ属には薬や木材として利用する種が知られている。

### 薬用

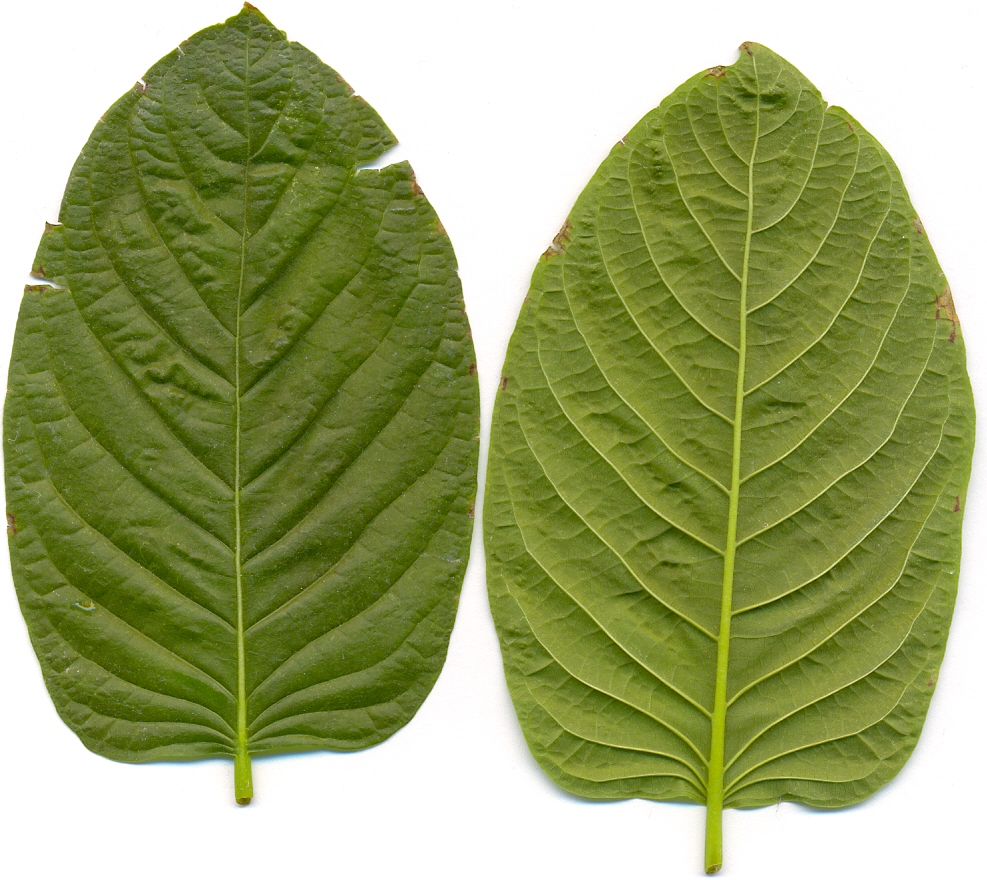
アヘンボク（通称: クラトム）の葉

アヘンボク（Mitragyna speciosa）は通称をクラトムと言い、多数のインドールアルカロイドを含むが、その主成分はミトラギニンといい、化学的にヨヒンビンやシロシビンに類似した非常に強い精神作用性物質である。19世紀の時点で既にアヘンの代替物やアヘン中毒の治療薬としての使用が報告され、個人的な研究や文献中の描写からコカインに似た興奮作用とモルヒネのような鎮静作用をあわせ持つ点が明らかである。服用方法は乾燥した葉を吸うか噛む、あるいはそれをエキス剤とする。新鮮な葉を噛んだ場合、5-10分以内に興奮作用が現れ始める。日本では同属の別種との交雑種も含め、厚生労働省がミトラジニンと共に省令により2016年3月に指定薬物に規定、医療などの目的を除き製造、輸入、販売、所持、使用等が禁止された。
アヘンボクの自生地の一つであるタイでも非合法化されていたが、2021年8月下旬に一定の条件付きで解禁された。
またコートジボワールでは M. inermis の樹皮や葉のついた枝は主に解熱剤として煎じて服用する。リンコフィリンなど多種多様なアルカロイドを含む。同国では解熱剤としてバイヤ（Mitragyna ledermannii; シノニム: M. ciliata）や Mitragyna stipulosa も用いるほか、その樹皮や葉が時に淋疾や赤痢の処置に使用されることがある。これらの樹種から分離されるアルカロイドの〈ミトリネルミン〉 mitrinermine、ミトラフィリン、〈ミトラバルシン〉mitraversine には局所麻酔の作用があり、血圧を低げて心拍数を上昇させ、腸の自律神経細胞を激しく興奮させる。ゾウリムシの駆虫薬としても使われる。
コンゴ共和国にもバイヤと M. stipulosa は分布するが、こちらでは解熱剤としての使用は極めてまれであり、むしろ通経剤、赤痢への処方がよく知られている。

### 木材
ミトラガイナ属のうち一時期Hallea属に分類されていたことのある熱帯アフリカ産の3種（バイヤ Mitragyna ledermannii (シノニム: M. ciliata)、Mitragyna rubrostipulata、Mitragyna stipulosa）は木材として利用される。バイヤの心材は個体によって色も気乾比重も変化に富む。色は淡黄色または帯桃褐色から赤橙色、薄茶色まで、気乾比重は0.46-0.69（平均気乾比重は0.56）と振れ幅があり、その用途は内装、合板などである。M. rubrostipulata と M. stipulosa はウガンダに自生し、ガンダ語由来の〈ンジング〉「nzingu」の呼称で販売される。
「カイム」の名でまとめて紹介される Mitragyna parvifolia と Mitragyna diversifolia は、材は淡青黄色から明褐色へと変わり、木理はまれに波状、肌目は均一で精、気乾比重は0.67。乾燥による表面割れや節割れを起こす恐れがある点、また加工中に逆目を起こす恐れがある点が指摘される。耐久性は中で、用途は建築材や家具、玩具や彫刻、櫛などの細工品。

## 諸言語における呼称
中国ではミトラガイナ属を「帽蕊木属」 (ピンイン: mào ruǐ mù shǔ) と呼ぶ。
コンゴ共和国にはバイヤ（Mitragyna ledermannii; シノニム: M. ciliata）と Mitragyna stipulosa の2種が生育するが、この2種と、時には一部のアカネ科ナウクレア属の種は区別されず、以下のような共通の現地語名で呼ばれる。
- アクワ語（英語版）: epopoko
- ヴィリ語（英語版）: nvuku
- コンゴ語:
  - ラーリ語（Laari; 別名: Laadi）: nloongwa
- ムボシ語（英語版）: ipupu
- ヤア語（英語版）: opuputro
- ヨンベ語（英語版）: ngulu matsi
- ラリ語（英語版）: mopupuku
- ンゼビ語（英語版）: mbudi, muvudi, mupuhu
- ンダサ語（英語版）: ishifu
- ンバンバ語（英語版）: shupo

## 図版
以下にミトラガイナ属の一部の種のうち、図版に花の様子まで描いたものを示す。順番は上記の#検索表においてどの種であるかが確定した順である。
| | Mitragyna inermis (Willd.) Kuntze               |
| 出典: Wildenow (1793:t. 3)（Uncaria inermis として） |                                                 |
| | Mitragyna hirsuta Havil.                        |
| c. [右上]: 花（4.7倍）。d. [左上]: 果実（4.7倍）。出典: Ridsdale (1978a:60) |                                                 |
| | Mitragyna tubulosa                              |
| b. [左上]: 頭状花（0.5倍）。c. [右下]: 小苞のある頭状花の詳細（7倍）。d. [右]: 花（3.5倍）。e. [左下]: 小苞（14.5倍）。出典: Ridsdale (1978a:62, 63) |                                                 |
| | Mitragyna parvifolia (Roxb.) Korth.             |
| 出典: Beddome, R. H. (1869). The Flora Sylvatica for Southern India. 1. Madras: Gantz Brothers. p. t. 34（Nauclea parvifolia Roxb. として） |                                                 |
| | アヘンボク（Mitragyna speciosa (Roxb.) Korth.） |
| 出典: Korthals (1839–1842:t. 35) |                                                 |
| | Mitragyna diversifolia (Wall. ex G.Don) Havil.  |
| A-D: 葉、花、果実のついた枝。E: 葉の一部。F-S: 花や果実の様子を分析したもの。 出典: Koorders, S. H.; Valeton, Th. (1915) (ドイツ語). Atlas der Baumarten von Java: im Anschluss an die „Bijdragen tot de Kennis der Boomsoorten van Java”. 3. Leiden: Buch- und Steindruckerei von Fa. P. W. M. TRAP. p. Figur 513（Mitragyna javanica Koord. & Valeton として） |                                                 |
| | Mitragyna rotundifolia (Roxb.) Kuntze           |
| d. [右上]: 花（4.7倍）。出典: Ridsdale (1978a:66) |                                                 |
| | Mitragyna stipulosa (DC.) Kuntze                |
| 0.4倍。出典: Ridsdale (1978a:52) |                                                 |

またバイヤ（Mitragyna ledermannii）に関しては Aubréville (1959:259) や Voorhoeve (1965:323) に Mitragyna ciliata として花の構造を含む図版が掲載されている。

## 関連文献
英語:
- Manns, Ulrika; Bremer, Birgitta (2010). “Towards a better understanding of intertribal relationships and stable tribal delimitations within Cinchonoideae s.s. (Rubiaceae)”. Molecular Phylogenetics and Evolution 56 (1):  21–39. doi:10.1016/j.ympev.2010.04.002.